# Fàbrica Grober
La Fàbrica Grober és una obra d'Arenys de Munt (Maresme) protegida com a Bé Cultural d'Interès Local.

## Descripció
Gran conjunt industrial situat en una illa allargada i format per diverses edificacions disposades en fila, de manera que es conforma un edifici longitudinal de planta rectangular que dona al pati interior de l'illa i a la carretera C-61. Aquest gran volum està format per una planta baixa, quatre pisos i coberta a dues aigües. Queden ben delimitades tres parts: una franja de sòcol de dos pisos, pintada d'un altre color i amb dues filades de finestres -més petites a la planta inferior i més grans al pis superior, agrupades en conjunts de tres-; la part principal (dos pisos); i el remat de l'edifici, amb finestres més petites. Donat que l'immoble està ubicat en un terreny amb desnivell, des del pati interior es pot accedir a la planta baixa i, des de la carretera, al primer pis. Tots els pisos tenen un gran nombre de finestres rectangulars que s'agrupen en grups de tres, marcant un ritme regular en la composició de les façanes. Els grans finestrals són formats per una fusteria metàl·lica que forma una trama quadrada de vidres.
L'extrem sud de l'edifici queda rematat per dos cossos annexos: un més petit, ubicat a la banda de la carretera C-61, i un més gran que el volum principal, davant del carrer d'Ausiàs March i del pati interior de l'illa. El primer, de secció quadrada, només té una planta baixa, pis i coberta plana; el segon, de planta rectangular, presenta planta baixa, quatre pisos i un nivell de golfes que s'aixeca al mig de la coberta, també plana. Ambdós cossos tenen continuïtat amb el volum principal, amb les mateixes finestres rectangulars que, en el cas del cos més alt, s'agrupen en grups de dos. Aquest últim té el principal nucli de comunicació vertical, amb escala i ascensor.
A l'extrem nord hi ha un altre volum més petit de planta rectangular que correspon a les antigues oficines i es comunica amb la fàbrica a través d'un altre petit cos.
A l'interior de la fàbrica, les diferents plantes són lliures i es mostra l'estructura metàl·lica dels pilars i bigues que aguanten els forjats de biguetes metàl·liques i revoltó ceràmic. La coberta se sustenta amb una fina encavallada d'acer que permet deslliurar de pilars l'últim pis.
El conjunt industrial també compta amb una casa de planta rectangular, planta baixa, pis i coberta a dues aigües amb el carener perpendicular a la façana principal. A la planta baixa hi ha quatre finestres rectangulars que flanquegen una porta centrada d'arc a nivell, amb un guardapols de teula àrab. A sobre hi ha una única finestra rectangular apaïsada, també centrada. Si bé al segle XXI alberga les oficines, originalment estava destinada a la guarderia.
Completa el conjunt una gran xemeneia de maó vist ubicada al pati interior de l'illa, a l'aparcament. Té una base de secció quadrada i un fust circular troncocònic rematat per la corona.

## Història
A principis de la dècada de 1920, els germans Colomer, de Mataró, van encarregar a Andreu Roca la construcció d'una fàbrica que, segons ells, hauria de ser una de les indústries tèxtils més importants de Catalunya: “Manufacturas Colomer, S. A.”. L'any 1927 les obres s'aturaren temporalment a causa de la defunció de Josep Colomer i, finalment, el 1929 la fàbrica ja entrà en funcionament, amb 28 treballadors en plantilla. No obstant això, a principis dels anys 30 tancà i quedà abandonada.
Durant la Guerra Civil, el conjunt industrial fou utilitzat com a seu dels carrabiners i, més tard, com a hospital. L'any 1947 es va fer càrrec l'empresa Grober -fundada el 1890 per l'italià Cristobal Grober Viotti-, que va aconseguir que el 1956 Arenys de Munt entrés en una nova etapa marcada per l'increment del pes industrial de la població. La indústria es dedicà a la fabricació de teixits elàstics. Fou en aquesta etapa quan es construí la guarderia per als nens dels obrers a l'interior del recinte. La fàbrica continua dedicada a la fabricació de cintes elàstiques, i des de l'any 1985 la societat s'anomena Grobelastic, S. A., amb el nom comercial de Grobel.